# Món cuốn Thủy Nguyên
Món cuốn Thủy Nguyên (hay còn gọi là Cuốn bún tôm hoặc Cuốn hành trần), là một món cuốn đặc sản của người dân thôn Trịnh Xá, xã Thiên Hương, thành phố Thủy Nguyên, thành phố Hải Phòng. Món cuốn Thủy Nguyên được nhận định là một món ăn mang bản sắc của người dân huyện Thủy Nguyên và được coi là món ăn thu hút thực khách khi đến với Hải Phòng. Món cuốn này còn được phổ biến tới nhiều địa phương, tỉnh thành trên khắp Việt Nam.

## Lịch sử
Từ xưa đến nay, huyện Thủy Nguyên được báo chí đánh giá là vùng ăn chơi nổi tiếng của thành phố Hải Phòng. Tuy vậy về ẩm thực, trên địa bàn này khó nơi nào so được với làng Trịnh. Món cuốn Thủy Nguyên là do người làng Trịnh sáng tạo ra. Món ăn này yêu cầu từ người làm đến thực phẩm, gia vị. Người làm phải là người vừa khéo, vừa bền tính. Đây cũng là món ăn lâu đời của người dân nơi đây.
Món cuốn Thủy Nguyên còn được gọi là cuốn bún tôm hoặc cuốn hành trần. Cái tên "cuốn Thủy Nguyên" thường được gọi kèm tên địa danh như vậy nhằm dễ phân biệt món cuốn Thủy Nguyên với các món cuốn ở nơi khác, cũng như để thể hiện nét "tinh hoa" của món ăn làm nên bản sắc nơi đây.

## Nguyên liệu và chế biến
Tuy là món ăn dân dã, làm từ các nguyên liệu dễ tìm nhưng món cuốn Thủy Nguyên lại đòi hỏi cách chế biến công phu. Từ khâu chuẩn bị, lựa chọn nguyên liệu cho đến công đoạn cuốn, bài trí món ăn đều thể hiện nét những gì tốt nhất của ẩm thực và sự khéo léo của người đầu bếp. Món cuốn Thủy Nguyên thể hiện sự cầu kỳ của ngay trong việc lựa chọn và chế biến nguyên liệu. Món ăn này phải có đủ 10 thành phần từ rau mùi, rau xà lách (còn gọi là rau diếp), hành tươi nguyên cây, thịt ba chỉ, trứng, đậu rán, giò, tôm đồng, bún, giò lụa. Tuy vậy, một số công thức khác cũng liệt kê thêm cà chua, rượu nếp đường, bột sắn.
Vì có nhiều nguyên liệu nên chế biến món ăn này phải tốn nhiều thời gian. Tất cả nguyên liệu được bày biện ra trên một cái mâm để chuẩn bị cho việc cuốn gói. Các loại thực phẩm trong thành phần món ăn cần được lựa chọn tỉ mỉ. Hành lá cần phải tươi, to, dài đều nhau. Bún làm cuốn phải là bún răng bừa, sợi dài, thẳng mượt chính gốc của làng Trịnh Xá, còn tôm thì sẽ là tôm nước ngọt, kích thước tương đương nhau. Rau xà lách không được chọn cây có lá quá to, dập nát.
Mỗi công đoạn sơ chế của món ăn từng nguyên liệu đều cần sự tỉ mỉ, tập trung. Trứng rán mỏng, vàng óng. Tôm rang phải giòn, có màu đỏ tươi hấp dẫn. Hành tươi túm một đầu, nhúng vào nước sôi, ước lượng độ chín sao cho hành mềm, dễ cuốn mà vẫn giữ được độ dai và có vị ngọt. Bún được cắt thành từng đoạn ngắn đủ ăn. Thịt ba chỉ luộc, đậu rán cũng được thái thành các sợi nhỏ. Người thực hiện món ăn cần làm khéo léo để các nguyên liệu mỏng, có kích thước đều nhau, khi cuốn sẽ không bị rơi ra hay vỡ.
Tới công đoạn gói, xà lách sẽ được gói vào nhưng không được gói kín hết mà phải để khoảng trống ở giữa để lộ những thành phần bên trong. Sợi hành tây đã được chần cũng dùng để quấn quanh chiếc cuốn. Chiếc cuốn đảm bảo có đường cong vừa phải sao cho hợp với thẩm mỹ của người ăn.
Nước mắm để chấm cũng là một thành phần quan trọng của món ăn. Nếu nước chấm không đạt chuẩn thì cũng sẽ làm giảm chất lượng của món cuốn. Nước chấm phải được pha từ mắm nguyên chất, có đủ vị mặn của mắm, độ ngọt của đường, đi kèm theo đó là các vị chua từ chanh, thơm từ tỏi và cay từ ớt. Ngày xưa, món ăn này dùng mắm chắt để pha nước chấm. Tuy vậy ngày nay người làm đã có thể dùng cả nước mắm độ đạm cao như nước mắm Cát Hải hoặc nước mắm Phú Quốc hoặc chỉ là nước mắm nguyên chất.

## Tiếp nhận
Theo báo điện tử Zing, món cuốn Thủy Nguyên "vừa có sự bùi béo của thịt, đậu rán, trứng, lại mang vị thanh mát nhờ rau sống." Theo báo VietNamNet, món cuốn Thủy Nguyên cũng có tác dụng giải ngấy hiệu quả sau những bữa ăn nhiều chất. Nhiều người gọi vui rằng món cuốn Thủy Nguyên là "hoa hậu của các món ăn". Người dân Thủy Nguyên chỉ ăn món cuốn này khi gia đình sum vầy ngày Tết Nguyên Đán hoặc trong ngày giỗ tổ tiên. Ngoài ra, món ăn còn được dùng trong các buổi liên hoan, cỗ tiệc và đặc biệt còn được chiêu đãi như một "đặc sản" dành cho những thực khách từ mọi nơi về Hải Phòng. Cũng chính vì sự cầu kì trong khâu chuẩn bị món ăn, chế biến đã dẫn tới nguyên nhân món cuốn này được đánh giá là "ngon" nhưng không phổ biến ở nhiều nơi giống những món cuốn khác như nem cuốn Hà Nội.
Món cuốn Thủy Nguyên được nhận định là một món ăn "mang đậm sắc thái" của người dân huyện Thủy Nguyên và được coi là món ăn thu hút thực khách khi đến với Hải Phòng. Món cuốn này còn được phổ biến tới nhiều địa phương, tỉnh thành trên khắp Việt Nam. Một nữ tiểu thương kinh doanh món cuốn này tại Hải Phòng cho biết cô bán 1000 chiếc một ngày, với những dịp cao điểm có thể bán tới 3000 chiếc một ngày. Trung bình món cuốn Thủy Nguyên có giá dao động khoảng 2500 đến 3000 đồng cho 1 chiếc, được đánh giá là gần 10 nguyên liệu, nhưng giá chỉ ngang một cốc trà đá.